# Melanie Jaeger
Melanie Jaeger (* 16. Juni 1981 auf Gran Canaria) ist eine deutsche Schlagersängerin.

## Leben
Jaeger wurde auf der Insel Gran Canaria geboren und wuchs in einer musikalischen Familie auf. Schon in ihrer Kindheit interessierte sich Melanie Jaeger für Musik. Im Folgenden war sie zehn Jahre als Frontfrau einer Coverband aktiv. 2010 begann sie ihre Solokarriere. Darin wandte sie sich nach kurzer Zeit dem Latin Pop und dem Schlager zu. Daraufhin veröffentlichte Melanie Jaeger einige Singles. Seit 2010 wird sie von S&W Music Group vermarktet.
Ihre Debütsingle Starke Liebe wurde im Dezember 2010 veröffentlicht. Im Juni 2011 wurde ihr erstes Musik-Video „LUNA“ veröffentlicht, im Juli folgte die gleichnamige Single. Ihre Single „LUNA“ war 2011 über mehrere Wochen in den österreichischen Airplay-Charts platziert. Im Folgejahr wurde im Mai das Musik-Video „Baila, Baila“ vorgestellt, im Juni folgte die gleichnamige Single. Im Juni 2012 wurde ihr Debüt-Album „Es gibt nichts, was mich hält“ veröffentlicht, einige Monate später folgte im Oktober die Single „Schattenmeer“. Ihre Singles „Baila, Baila“ und „Schattenmeer“ schafften es in die Top Ten der österreichischen Airplay-Charts. Im Dezember 2012 belegte ihre Single Schattenmeer Platz 12 in den österreichischen Airplay-Charts. Der Song „Baila, Baila“ ist auf dem 2012 erschienenen Sampler „Bierkönig Pistenhits“ des Labels ZYX Music dabei.
Jaeger war unter anderem bei den Fernsehsendern Gute Laune TV und Goldstar TV zu sehen. Bei dem Fernsehsender Deutsches Musik Fernsehen war sie in den Sendungen Wenn die Musi kommt, Andy´s Musikparadies und STARTREFF unterwegs zu sehen. Weitere TV-Auftritte waren in Musikkarussell und Deutsche Schlagerparade.
Im Radio war Jaeger beim ORF, bei hr4, SR 3 Saarlandwelle, SWR4, Bayern 1, Bayern plus, MDR 1 Radio Sachsen, Radio Paloma und Radio VHR zu hören.
Jaeger gewann 2011 den Schlagermove-Song-Contest in Dortmund, beim Künstler-Song-Contest in Köln belegte sie Platz 2. Jaeger tritt regelmäßig deutschlandweit auf. International war Jaeger in Mallorca, Innsbruck und Seefeld in Österreich zu sehen. Für September 2013 ist ein Auftritt beim 13. Volksmusik - Festival Winterthur geplant. Weiterhin spielen dort „Mario & Christoph“ (vormals „Alpentrio Tirol“), „Sigrid & Marina“, „Vincent & Fernando“ und „Udo Wenders“.

## Diskographie
- Dezember 2010: „Starke Liebe“ (Single)
- Juli 2011: „Luna“ (Single)
- Juni 2012: „BAILA, BAILA“ (Single)
- Juni 2012: „Es gibt nichts, was mich hält“ (Debüt-Album)
- Oktober 2012: „Schattenmeer“ (Single)
- November 2012: „Bierkönig Pistenhits“ (auf Sampler des Labels ZYX Music vertreten)

## Liveauftritte
- RIU Palace (Mallorca)
- ORF Herbstmesse Innsbruck
- SWR4 „Wir bei Euch“
- HR Hessentag
- hitParadies
- 2011: Schlagermove-Song-Contest in Dortmund: Platz 1
- 2011: Schlagermove-Song-Contest in Hamburg
- Künstler-Song-Contest Köln: Platz 2
- Messe Wächtersbach
- Bergkristall-Festival in Seefeld (Österreich)